# Perlovice
Perlovice – wieś położona w Czechach. Administracyjnie należy do miasta Prachatice, choć jest oddalona od niego o ok. 3,5 km na południowy zachód.
Wieś posiada 15 gospodarstw (zarejestrowanych adresów) a w roku 2003 zamieszkiwało ją 12 osób.
Perlovice to także grunty katastralne o powierzchni 1,89 km².